# Везийи
Везийи́ (фр. Vézilly) — коммуна во Франции, находится в регионе Пикардия. Департамент коммуны — Эна. Входит в состав кантона Фер-ан-Тарденуа. Округ коммуны — Шато-Тьерри.
Код INSEE коммуны — 02794.

## Население
Население коммуны на 2010 год составляло 181 человек.
| 1962 | 1968 | 1975 | 1982 | 1990 | 1999 | 2010 |
| ---- | ---- | ---- | ---- | ---- | ---- | ---- |
| 130  | 131  | 115  | 112  | 88   | 124  | 181  |

## Экономика
В 2010 году среди 120 человек трудоспособного возраста (15—64 лет) 97 были экономически активными, 23 — неактивными (показатель активности — 80,8 %, в 1999 году было 72,2 %). Из 97 активных жителей работали 87 человек (47 мужчин и 40 женщин), безработных было 10 (3 мужчин и 7 женщин). Среди 23 неактивных 6 человек были учениками или студентами, 14 — пенсионерами, 3 были неактивными по другим причинам.